# وادي سجنان

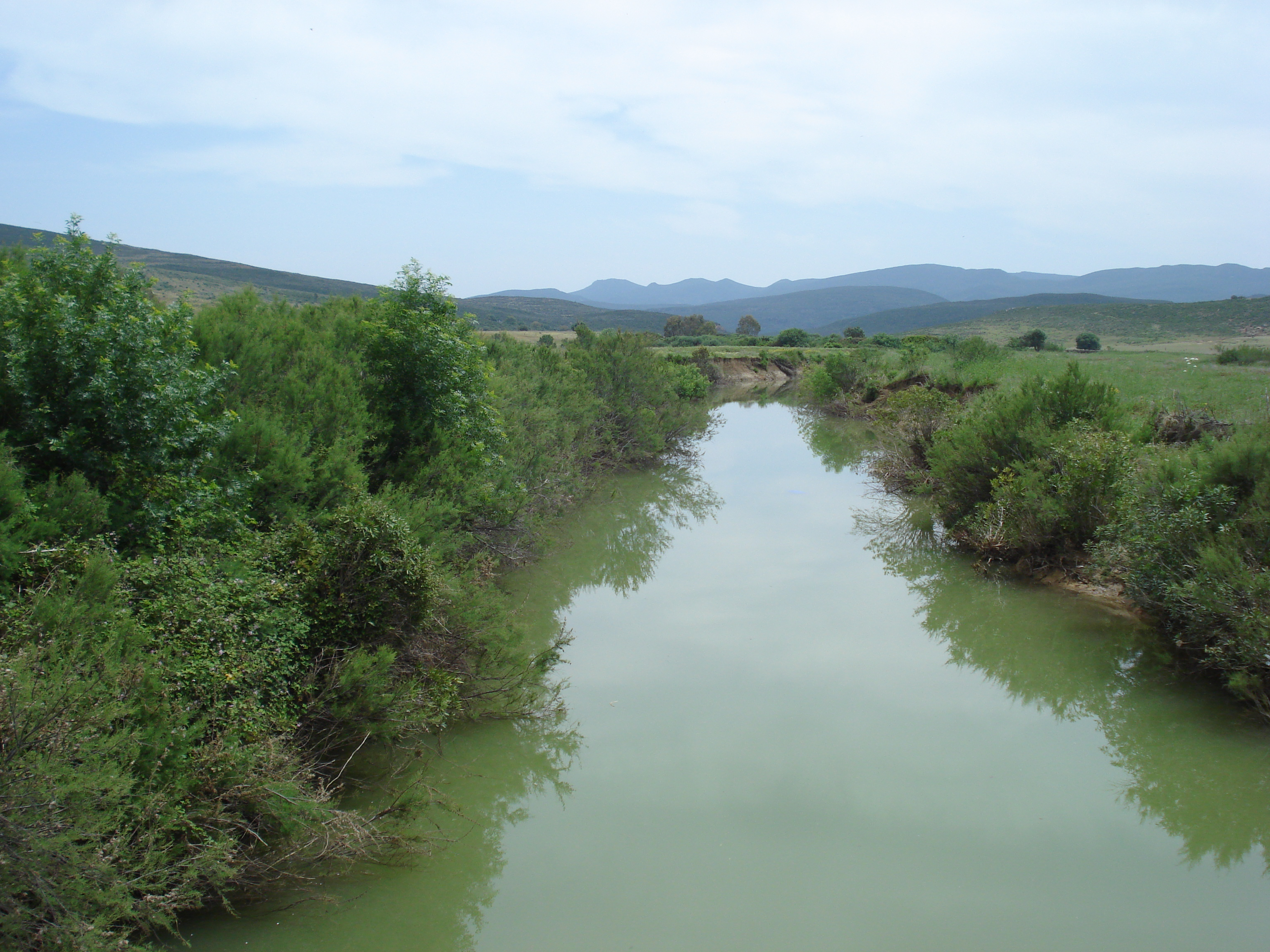
وادي سجنان على مستوى الطريق الجهوية رقم 58 قرب قرية

وادي سَجْنَان وادٍ تونسي يسيل في ولاية بنزرت (من الغرب إلى الشرق) بالشمال التونسي، يصب في بحيرة إشكل، ويقع عليه سد سجنان.

### مواضيع ذات علاقة
- سد سجنان.
- بحيرة إشكل.